# The Extraordinaries
The Extraordinaries è un romanzo del 2020 di TJ Klune, pubblicato in Italia nel 2024. Si tratta del primo libro della trilogia The Extraordinaries.

## Trama
La storia si ambienta in un mondo dove esistono individui dotati di superpoteri, che vengono chiamati "Straordinari". Questi ultimi sono visti con sospetto e timore, ma anche acclamati dalla popolazione.
Nick Bell è un sedicenne che vive a Nova City, dove operano due Straordinari, Shadow Star e Pyro Storm; il primo viene considerato un eroe, mentre il secondo è la sua suddetta "nemesi", in quanto responsabile di svariati crimini puntualmente sventati da Shadow Star. Nick è figlio dell'ufficiale di polizia Aaron Bell e ha perso la madre anni prima, uccisa in una rapina in banca in cui lei è stata coinvolta. Inoltre, il ragazzo ha problemi a scuola in quanto soffre di ADHD e di emicranie che tiene sotto controllo assumendo delle pillole. Nick è un amante dei supereroi, in particolare di Shadow Star, al punto da scrivere una fanfiction su di lui nella quale sfoga la sua fantasia amorosa.
Nick decide di trovare il modo di assumere dei superpoteri per diventare uno Straordinario, così da poter avvicinarsi a Shadow Star, rendere orgoglioso suo padre e fare la differenza; parla del suo progetto ai suoi amici, Seth, Gibby, Jazz e Owen. Seth, con cui Nick è legato da una profonda amicizia da quando sono bambini, comincia però a dare segni di cambiamento e di distacco nei confronti di Nick. Un giorno, Nick e Gibby vengono salvati da una rapina da Shadow Star, che dà prova di conoscere il nome completo di Nick. Quest'ultimo diventa sempre più ossessionato all'idea di acquisire superpoteri e i suoi problemi si intensificano in quanto smette di prendere le medicine; raggiunge il culmine buttandosi nel fiume cittadino sperando di ottenere dei poteri attraverso eventuali radiazioni.
Nel frattempo, gli scontri tra Shadow Star e Pyro Storm si fanno sempre più violenti. Nick incontra casualmente Pyro Storm e anche lui dà prova di conoscerlo. Nick realizza che Seth è innamorato di lui, ma il comportamento distante di Seth, che sembra nascondergli qualcosa, non gli permette di parlargliene. Un giorno, Aaron resta ferito nel salvare una donna e il suo bambino dal crollo di un edificio causato da un combattimento tra gli Straordinari, risvegliando in Nick il trauma della morte della madre. Owen, con cui Nick ha avuto una travagliata relazione l'anno prima, gli propone un piano per ottenere superpoteri: suo padre, Simon Burke, è il proprietario di una losca azienda farmaceutica e sta progettando segretamente delle pillole che conferiscono poteri a chi le assume regolarmente. Nonostante l'iniziale titubanza, Nick accetta.
Nick e Owen si infiltrano nell'azienda del padre di Owen ma, prima che Nick possa scegliere quali pillole prendere, arriva Pyro Storm. Owen rivela che quest'ultimo è in realtà Seth, mentre lui è sempre stato Shadow Star: Seth acquisì i poteri da bambino, in un incidente ferroviario che uccise i suoi genitori, mentre Owen li ottiene assumendo alcune pastiglie prodotte dal padre. In realtà Seth ha sempre cercato di fare del bene, ma Owen, con l'aiuto della giornalista Rebecca Firestone, ha manipolato le circostanze per farlo passare per un criminale. Inoltre, viene fatto intendere che Owen abbia fatto tutto in quanto manipolato dal padre.
Owen indossa i panni di Shadow Star e assume una dose esagerata di pillole, preparandosi a uccidere Seth, ma Nick riesce a impedirglielo e a fuggire. Owen però lo rapisce con Firestone e lo porta in cima a un ponte (copiando la fanfiction scritta da Nick), così da attirare Seth. Durante lo scontro, Nick dà inavvertitamente prova di capacità sovrumane e riesce a portare in salvo Firestone, mentre Seth sconfigge Owen. Nick e Seth si dichiarano i reciproci sentimenti e si baciano.
Qualche tempo dopo, Nick e Seth sono diventati ufficialmente una coppia e la reputazione di Pyro Storm è stata ristabilita a Nova City, mentre Owen è stato rinchiuso. Aaron ha una discussione telefonica con Simon Burke dalla quale si apprende che Nick ha ereditato poteri telecinetici dalla madre e che le medicine che assume in realtà non servono per la sua concentrazione, ma per tenere a bada i poteri a sua stessa insaputa. Simon minaccia Aaron di smettere di fornirgli le pillole per Nick se non farà come vuole lui e Aaron accetta con riluttanza.